# Нобл, Джозеф

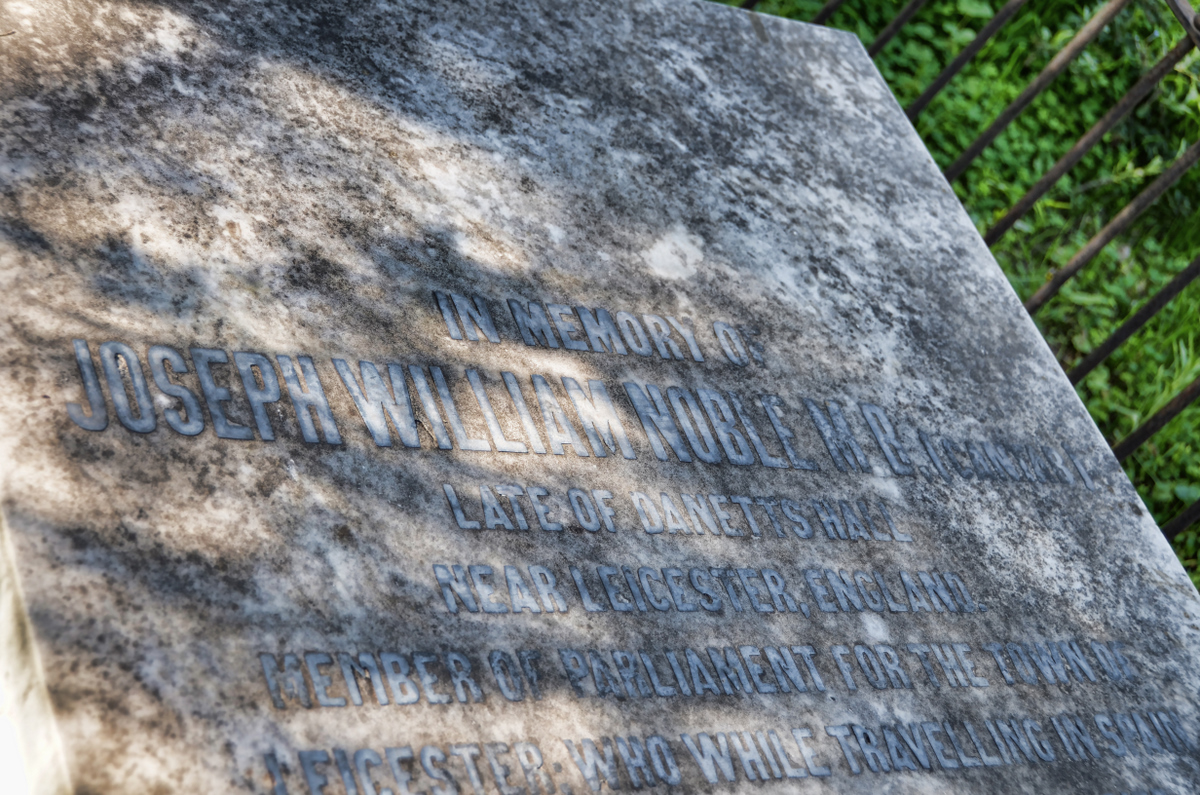
Могила Джозефа Нобла на Английском кладбище Малаги

Джозеф Уильям Нобл (англ. Joseph William Noble; 13 марта 1797, Лестершир — 6 января 1861, Малага) — английский врач и политик.
Принимал активное участие в жизни Лестера, был избран мэром города. Умер во время эпидемии холеры в Малаге в 1861 году, находясь в Испании на лечении. Похоронен на Английском кладбище. В соответствии с волей отца его дочери Эллен Энн и Маргарет основали в Малаге госпиталь Нобла, который обслуживал как местное население, так и прибывавших в Малагский порт иностранных моряков.